# Peter Dahl
Peter Dahl (ur. 14 lutego 1948 w Kopenhadze) – duński piłkarz występujący na pozycji napastnika.

## Kariera klubowa
Dahl karierę rozpoczynał w sezonie 1967 w pierwszoligowym zespole Akademisk BK. W debiutanckim sezonie zdobył z nim mistrzostwo Danii. Potem występował tam jeszcze przez dwa sezony. W 1970 roku odszedł do innego pierwszoligowca, Hvidovre IF. W sezonie 1970 zajął z nim 3. miejsce w lidze. W 1971 roku przeszedł do niemieckiego Rot-Weiss Essen, grającego w Regionallidze West. Spędził tam sezon 1971/1972.
W 1972 roku Dahl odszedł do belgijskiego Lierse SK. Grał tam przez 1,5 roku, a potem przeniósł się do niemieckiego Hannoveru 96. W Bundeslidze zadebiutował w niej 5 stycznia 1974 w zremisowanym 2:2 meczu z MSV Duisburg. W sezonie 1973/1974 spadł z zespołem do 2. Bundesligi Nord. W kolejnym awansował z nim jednak z powrotem do Bundesligi. W sezonie 1975/1976 Dahl ponownie spadł z Hannoverem do 2. Bundesligi. Po sezonie 1976/1977 zakończył karierę.

## Kariera reprezentacyjna
W reprezentacji Danii Dahl zadebiutował 29 czerwca 1972 w przegranym 0:2 meczu Mistrzostw Nordyckich ze Szwecją. 26 kwietnia 1973 w przegranym 1:2 towarzyskim pojedynku ze Szwecją, strzelił pierwszego gola w kadrze. W latach 1972–1975 w drużynie narodowej rozegrał 7 spotkań i zdobył 3 bramki.